# Законът на деветките
„Законът на деветките“ (на английски: The Law of Nines) е трилър, фантастичен роман от американския автор Тери Гудкайнд.

## Издания
Книгата е издадена през 2009 г. от американското издателство Putnam Adult. През 2010 г. е издадена от българското издателство „Прозорец“ в превод на Невена Дишлиева-Кръстева.

## Сюжет
Внимание:  Текстът по-долу разкрива сюжета на произведението (или части от него)!
Александър Рал (накратко Алекс) е художник, който се бори да се развива и живее в Орден, Небраска. Майка му е настанена в психиатрична клиника за хора с насилствени наклонности и шизофрения; тя често твърди, че хората я наблюдават през огледала. Баща му загива при инцидент, когато е малък. Единственото му друго семейство е дядо му на име Бен, миролюбив бивш войник от специалните части.
Алекс е на път за местната художествена галерия, която предлага негови творби, когато среща млада жена на име Джакс. Той е моментално очарован от нея и я спасява от камион, който едва не ги блъска на ъгъла на улицата. Джакс придружава Алекс до галерията, където му прави комплимент за картина на планинска поляна с девет дървета. В галерията собственикът подканва Алекс да рисува по-дистопични теми, като например работата на най-продавания художник в галерията на име Ар Си Дилън. Алекс отказва, заявявайки, че обича да рисува само реалния живот. Той решава да даде картината на планинската поляна на Джакс, но преди да успее да го направи, тя изчезва.
На 27-ия си рожден ден Бен дава на Алекс пакет документи и обяснява, че това е наследство, което преминава към най-възрастния член на кръвната линия на Алекс. То е щяло да премине към майка му, но тя е била омъжена скоро след 27-ия си рожден ден и затова наследството преминава към Алекс. Наследството е огромен имот в далечната източна част на страната, в гъсто залесен и планински природен резерват. Ако реши, може да го продаде на „Дагет Тръст“, който контролира останалата част от природния резерват. Бен убеждава Алекс да продаде земята и да живее охолно до края на живота си от печалбите. Алекс се съгласява да си помисли и си тръгва.
Когато Алекс се връща в галерията, той отново среща Джакс и приключението му наистина започва. Джакс се опитва да убеди Алекс в истинността на нейната история. Те обсъждат значението на името Александър: Спасител на човеците, във връзка с пророчество, според което Алекс ще трябва да спаси друг свят; света, от който идва Джакс. С развитието на събитията, които отварят съзнанието на Алекс за всички последици от историята на Джакс, ако е истина, той се забърква в битка между светове и мащабна конспирация, която трябва да разплете, за да спаси не само собствения си живот. Алекс решава да се довери на Джакс, което го води към приключението на живота му.

## Връзка с поредицата „Мечът на истината“
Когато през 2007 г. Тери Гудкайнд завършва поредицата си „Мечът на истината“ с „Изповедник“, той обявява следващата си творба – „Законът на деветкитш“ като „изцяло нов вид високооктанов трилър“ и сбогуване с фентъзи жанра. След публикуването ѝ обаче става очевидно, че има паралели и препратки между тази нова книга и предишната му поредица:
- С развитието на историята Джакс заявява, че е Амнел, което може да доведе до предположението, че може би е и Изповедник. В началото на книгата, преди разкриването на фамилното ѝ име, Джакс твърди, че кралиците са се покланяли на нейния вид, което във вселената на „Мечът на истината“ е вярно за Изповедниците. Джакс обаче се нарича магьосница.
- Има препратка към пътеводител, който Джакс използва и го сравнява с мобилен телефон. Същият вид пътеводител е използван от Сестрите на светлината.
- Прави се препратка към исторически/легендарен лидер, известен само като Лорд Рал, и разказ за това как той е създал нов свят без магия. Ричард Рал създава такъв свят в края на „Изповедник“. Дженсен Рал, неговата полусестра, доброволно идва да живее тук. Което би обяснило присъствието на линията Рал в този нов свят и би могло да се тълкува като означаващо, че Алекс е пряк потомък на Дженсен Рал.
- Земята около наследството на Алекс се контролира от „Дагет Тръст“. Когато героинята Дженсън Рал е представена за първи път в „Колоните на Сътворението“, името ѝ е Дженсън Дагет.
- Алекс има няколко маниери, като например да проверява дали пистолетът му е хлабав в кобура, които отразяват маниерите на Ричард в романите от поредицата „Мечът на истината“.
- Има сцена, в която Джакс и Алекс влизат в магазин, чието съдържание е свързано с магьосници, вещици и фентъзи. В този магазин Джакс открива фигурка на жена с дълга бяла рокля с квадратно деколте. Собственикът на магазина идентифицира тази фигурка като „Жена на мистерията“; жена, от която се страхуват и която мразят, уважават и възприемат като олицетворение на милосърдие и доброта през цялата история. Такова описание наистина съответства на двойствеността на Изповедник, а роклята подсказва, че тази мистериозна фигурка не е просто Изповедник, а всъщност Майка Изповедник, каквато е била и Калан Амнел.
- Заглавието на книгата, „Законът на деветките“, е споменато в последвалата книга на Тери Гудкайнд, „Машина за знамения“. В един момент Първият магьосник Зед казва: „Деветката е важен задействащ елемент. Тя свързва редица закони на магията, които имат мощно влияние върху събитията. Тройките са елемент в магията. Освен всичко друго, те се използват в магията за защита. Тройките изграждат деветки – три тройки правят деветка. Те дават сила на деветките, помагат да се превърнат в съзидателен елемент.“
- Алекс, наблюдаван през огледалата, е точно това, което се случва в „Машина за знамения“ на Ричард и Калан. „Зед повдигна вежда и впери многозначителен поглед в мъжа. „Чувам да се говори, че има хора, които имат способността да използват тъмни форми на магия, за да гледат през огледала на друго място.“
- Мястото, където живее Алекс, е Орден, Небраска. В поредицата „Мечът на истината“ има Кутиите на Орден.